# Almadenejos
Almadenejos è un comune spagnolo di 456 abitanti situato nella comunità autonoma di Castiglia-La Mancia.